# Condes (Alt Marne)
Condes és un municipi francès situat al departament de l'Alt Marne i a la regió del Gran Est. L'any 2007 tenia 269 habitants.

## Demografia

### Població
El 2007 la població de fet de Condes era de 269 persones. Hi havia 124 famílies de les quals 32 eren unipersonals (20 homes vivint sols i 12 dones vivint soles), 52 parelles sense fills, 24 parelles amb fills i 16 famílies monoparentals amb fills.
La població ha evolucionat segons el següent gràfic:
Habitants censats

### Habitatges
El 2007 hi havia 136 habitatges, 124 eren l'habitatge principal de la família, 8 eren segones residències i 4 estaven desocupats. 134 eren cases i 2 eren apartaments. Dels 124 habitatges principals, 109 estaven ocupats pels seus propietaris, 14 estaven llogats i ocupats pels llogaters i 1 estava cedit a títol gratuït; 1 tenia una cambra, 1 en tenia dues, 15 en tenien tres, 38 en tenien quatre i 69 en tenien cinc o més. 103 habitatges disposaven pel capbaix d'una plaça de pàrquing. A 63 habitatges hi havia un automòbil i a 58 n'hi havia dos o més.

### Piràmide de població
La piràmide de població per edats i sexe el 2009 era:
| Homes | Edats   | Dones |
| ----- | ------- | ----- |
| 0     | 95 o +  | 0     |
| 0     | 90 a 94 | 0     |
| 4     | 85 a 89 | 0     |
| 0     | 80 a 84 | 0     |
| 12    | 75 a 79 | 8     |
| 12    | 70 a 74 | 0     |
| 8     | 65 a 69 | 16    |
| 4     | 60 a 64 | 12    |
| 8     | 55 a 59 | 0     |
| 12    | 50 a 54 | 12    |
| 20    | 45 a 49 | 28    |
| 16    | 40 a 44 | 16    |
| 4     | 35 a 39 | 8     |
| 8     | 30 a 34 | 4     |
| 4     | 25 a 29 | 0     |
| 8     | 20 a 24 | 4     |
| 16    | 15 a 19 | 16    |
| 8     | 10 a 14 | 24    |
| 0     | 5 a 9   | 4     |
| 4     | 0 a 4   | 0     |

## Economia
El 2007 la població en edat de treballar era de 173 persones, 131 eren actives i 42 eren inactives. De les 131 persones actives 124 estaven ocupades (62 homes i 62 dones) i 7 estaven aturades (4 homes i 3 dones). De les 42 persones inactives 17 estaven jubilades, 9 estaven estudiant i 16 estaven classificades com a «altres inactius».

### Ingressos
El 2009 a Condes hi havia 131 unitats fiscals que integraven 306,5 persones, la mediana anual d'ingressos fiscals per persona era de 21.427 €.

### Activitats econòmiques
Dels 9 establiments que hi havia el 2007, 1 era d'una empresa de fabricació d'altres productes industrials, 3 d'empreses de construcció, 2 d'empreses de comerç i reparació d'automòbils, 1 d'una empresa immobiliària, 1 d'una empresa de serveis i 1 d'una empresa classificada com a «altres activitats de serveis».
Dels 3 establiments de servei als particulars que hi havia el 2009, 2 eren guixaires pintors i 1 lampisteria.

## Equipaments sanitaris i escolars
El 2009 hi havia una escola elemental integrada dins d'un grup escolar amb les comunes properes formant una escola dispersa.

## Poblacions més properes
El següent diagrama mostra les poblacions més properes.